# Bambi: The Reckoning
 (août 2025).
La mise en forme du texte ne suit pas les recommandations de Wikipédia : il faut le « wikifier ».
Les points d'amélioration suivants sont les cas les plus fréquents. Le détail des points à revoir est peut-être précisé sur la page de discussion.
- Les titres sont pré-formatés par le logiciel. Ils ne sont ni en capitales, ni en gras.
- Le texte ne doit pas être écrit en capitales (les noms de famille non plus), ni en gras, ni en italique, ni en « petit »…
- Le gras n'est utilisé que pour surligner le titre de l'article dans l'introduction, une seule fois.
- L'italique est rarement utilisé : mots en langue étrangère, titres d'œuvres, noms de bateaux, etc.
- Les citations ne sont pas en italique mais en corps de texte normal. Elles sont entourées par des guillemets français : « et ».
- Les listes à puces sont à éviter, des paragraphes rédigés étant largement préférés. Les tableaux sont à réserver à la présentation de données structurées (résultats, etc.).
- Les appels de note de bas de page (petits chiffres en exposant, introduits par l'outil «  Source ») sont à placer entre la fin de phrase et le point final[comme ça].
- Les liens internes (vers d'autres articles de Wikipédia) sont à choisir avec parcimonie. Créez des liens vers des articles approfondissant le sujet. Les termes génériques sans rapport avec le sujet sont à éviter, ainsi que les répétitions de liens vers un même terme.
- Les liens externes sont à placer uniquement dans une section « Liens externes », à la fin de l'article. Ces liens sont à choisir avec parcimonie suivant les règles définies. Si un lien sert de source à l'article, son insertion dans le texte est à faire par les notes de bas de page.
- La présentation des références doit suivre les conventions bibliographiques. Il est recommandé d'utiliser les modèles {{Ouvrage}}, {{Chapitre}}, {{Article}}, {{Lien web}} et/ou {{Bibliographie}}. Le mode d'édition visuel peut mettre en forme automatiquement les références.
- Insérer une infobox (cadre d'informations à droite) n'est pas obligatoire pour parachever la mise en page.

Pour une aide détaillée, merci de consulter Aide:Wikification.
Si vous pensez que ces points ont été résolus, vous pouvez retirer ce bandeau et améliorer la mise en forme d'un autre article.
Série Twisted Childhood Universe
Peter Pan's Neverland Nightmare
(2025) Pinocchio: Unstrung
(2025)
Pour plus de détails, voir Fiche technique et Distribution.
Bambi: The Reckoning (ou Bambi : Le Jugement) est un film d'horreur indépendant britannique de 2025 réalisé par Dan Allen, d'après un scénario de Rhys Warrington. C'est le quatrième volet de l'univers Twisted Childhood (TCU) qui sert d'adaptation horrifique du roman de Felix Salten, Bambi, une vie dans les bois. Le film met en vedette Roxanne McKee, Tom Mulheron, Nicola Wright, Samira Mighty, Alex Cooke, Russell Geoffrey Banks et Joseph Greenwood. Il suit une mère et son fils qui sont traqués par Bambi après la mort de sa propre mère.
Annoncé pour la première fois en novembre 2022 comme un film d'horreur basé sur Bambi, il a ensuite été révélé que le film se déroulerait dans la continuité partagée de la TCU. Le tournage a débuté à Londres le 6 janvier 2024 et s'est achevée vingt jours plus tard.
Bambi: The Reckoning est sorti en salles le 25 juillet 2025 aux États-Unis. Le film a reçu des retours généralement positifs de la part des critiques. Au box-office, il réalise près de 200 millions de dollars, .

## Synopsis
Dans le passé, un jeune faon nommé Bambi vit heureux avec sa mère jusqu'à ce qu'un chasseur la tue. Bambi grandit seul, mais rencontre une biche nommée Faline, qui donne alors naissance à un faon. Malheureusement, Faline est mortellement renversée par un camion transportant des déchets toxiques, et la progéniture de Bambi disparaît. Dévasté, Bambi boit l'eau contaminée d'une rivière, ce qui le transforme en une créature vorace, déterminée à se venger.
Dans le présent, Xana (la maman) et son fils Benji prennent un taxi pour passer Thanksgiving avec Simon, le mari de Xana, et sa famille – sa mère Mary atteinte de démence, ses frères Andrew et Joshua, Harriet la femme d'Andrew et son fils adolescent Harrison – tandis que Simon lui-même promet d'arriver avant le dîner. En chemin, Bambi attaque le taxi et tue le chauffeur tandis que Xana et Benji parviennent à rejoindre la maison de Mary.
Pendant ce temps, trois chasseurs, Michael, Tyler et Eddie, se préparent à traquer Bambi. Joshua quitte la maison, mais il est accidentellement abattu par Tyler. Les frères Harrison, Benji et Mary, qui commencent à agir étrangement, connaissent le nom de Bambi, et ont fait plusieurs dessins de Bambi dans la maison. Bambi attaque la maison et tue Harriet, forçant la famille à fuir vers une caravane. Andrew tente d'enlever une bûche qui bloque le passage, mais Benji démarrre et s'enfuit en voyant Bambi avec seulement Xana et Mary à l'intérieur ; Andrew est involontairement entraîné avec eux et meurt d'une hémorragie. Harrison rencontre Bambi et se perd dans la forêt, où il est déchiqueté à mort par un groupe de lapins mutants.
Xana, Benji et Mary retrouvent Michael, qui les emmène dans un repère où ils rencontrent Simon et sa collègue Jo. Simon se révèle lui-même être celui qui a tué Faline et déversé des déchets toxiques dans la rivière. Au cours de la conversation, Benji découvre un garage où Tyler et Eddie détiennent et maltraitent un faon en cage. Xana apprend également que Simon prévoit de piéger Bambi et de le tuer, sans se soucier du nombre de vies perdues en chemin. Tyler va uriner et finit par être décapité par Bambi. Lorsqu'Eddie va enquêter, Bambi lui arrache les jambes et la tête.
Benji libère le faon et s'enfuit ; Xana et Simon le poursuivent tandis que Mary rencontre Bambi, qui l'abandonne. Jo se suicide pour tuer Bambi, mais échoue. Benji finit par retrouver Xana et Simon, mais Bambi arrive aussi. Simon s'enfuit lâchement, mais sera dévoré par les lapins. Comprenant que le faon est le petit de Bambi, Xana et Benji le lui rendent. Malheureusement, Michael arrive et tire sur Bambi, avant que Mary ne lui tire dessus fatalement avec un fusil de chasse. Alors que Mary se remet de sa démence, Bambi se vide de son sang devant Xana, Benji et son propre petit.

## Fiche technique
genre : horreur
interdit aux moins de 12 ans

## Distribution
- Roxanne McKee dans le rôle de Xana[3]
- Tom Mulheron dans le rôle de Benji[3]
- Nicola Wright dans le rôle de Mary[3]
- Samira Mighty dans le rôle d'Harriet[3]
- Alex Cooke dans le rôle de Simon[4]
- Russell Geoffrey Banks dans le rôle d'Andrew[4]
- Joseph Greenwood dans le rôle de Harrison
- Catherine Adams dans le rôle de Jo[4]
- Ewan Borthwick dans le rôle d'Eddie[4]
- David Ambler dans le rôle de Rob[4]
- Luke Cavendish dans le rôle de Joshua[4]
- Adrian Relph dans le rôle de Michael[4]
- Big Tobz dans le rôle de Tyler[4]

## Production
En novembre 2022, un film d'horreur en prises de vues réelles basé sur Bambi, une vie dans les bois de Felix Salten a été annoncé comme étant en développement sous le titre Bambi: The Reckoning. Dan Allen a été nommé réalisateur, avec Rhys Frake-Waterfield comme producteur. Le film a été produit par Jagged Edge Productions. Scott Jeffrey a décrit le film comme « un récit incroyablement sombre de l'histoire de 1928 que nous connaissons et aimons tous. S'inspirant du design utilisé dans The Ritual de Netflix, Bambi sera une machine à tuer vicieuse qui rôde dans la nature sauvage ». Le film s'inscrit dans la même continuité que Winnie-the-Pooh: Blood and Honey (2023) et sa suite (2024), étant teasé dans le dernier film.
Le tournage principal devait initialement commencer le 31 janvier 2023 à Londres, en Angleterre, avec Vince Knight comme directeur de la photographie, après avoir travaillé sur Blood and Honey, , . Le tournage a ensuite été reprogrammé pour commencer le 6 janvier 2024 en Angleterre, ce que Jeffrey a confirmé via ses réseaux sociaux, . Le tournage s'est terminé le 26 janvier 2024.

## Sortie
Bambi: The Reckoning est sorti en salles le 25 juillet 2025 aux États-Unis par ITN Distribution. Le film devait initialement sortir fin 2024.

## Réception

### Box-office
Bambi: The Reckoning a rapporté 170 278 $ aux États-Unis et 24 789 $ dans divers territoires internationaux, pour un total mondial de 195 067 $.

### Réponse critique
Sur le site Agrégateur de critiques Rotten Tomatoes, 63 % des 16 critiques sont positives.